# U-230 (tàu ngầm Đức)
U-230 là một tàu ngầm tấn công  Lớp Type VII thuộc phân lớp Type VIIC được Hải quân Đức Quốc Xã chế tạo trong Chiến tranh Thế giới thứ hai. Nhập biên chế năm 1942, nó đã thực hiện được tám chuyến tuần tra, đánh chìm được một tàu buôn tải trọng 2.866 GRT và ba tàu chiến với tổng tải trọng 3.585 tấn. Trong chuyến tuần tra cuối cùng tại Địa Trung Hải, U-230 tự đánh đắm ngoài khơi cảng Toulon, Pháp vào ngày 21 tháng 8, 1944 để tránh bị lot vào tay lực lượng Đồng Minh. 

## Thiết kế và chế tạo

### Thiết kế

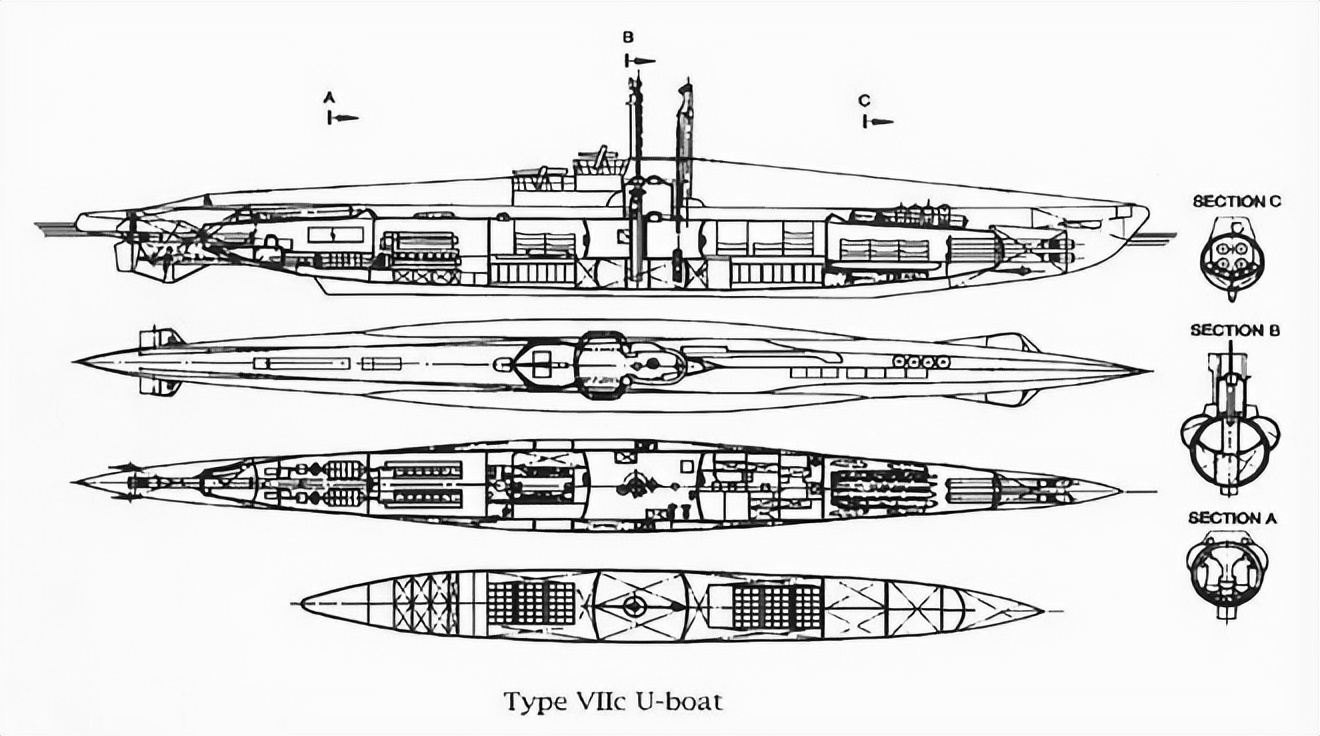
Sơ đồ các mặt cắt một tàu ngầm Type VIIC

Phân lớp VIIC của Tàu ngầm Type VII là một phiên bản VIIB được kéo dài thêm. Chúng có trọng lượng choán nước 769 t (757 tấn Anh) khi nổi và 871 t (857 tấn Anh) khi lặn). Con tàu có chiều dài chung 67,10 m (220 ft 2 in), lớp vỏ trong chịu áp lực dài 50,50 m (165 ft 8 in), mạn tàu rộng 6,20 m (20 ft 4 in), chiều cao 9,60 m (31 ft 6 in) và mớn nước 4,74 m (15 ft 7 in).
Chúng trang bị hai động cơ diesel Germaniawerft F46 siêu tăng áp 6-xy lanh 4 thì, tổng công suất 2.800–3.200 PS (2.100–2.400 kW; 2.800–3.200 bhp), dẫn động hai trục chân vịt đường kính 1,23 m (4,0 ft), cho phép đạt tốc độ tối đa 17,7 kn (32,8 km/h), và tầm hoạt động tối đa 8.500 nmi (15.700 km) khi đi tốc độ đường trường 10 kn (19 km/h). Khi đi ngầm dưới nước, chúng sử dụng hai động cơ/máy phát điện AEG GU 460/8–27 tổng công suất 750 PS (550 kW; 740 shp). Tốc độ tối đa khi lặn là 7,6 kn (14,1 km/h), và tầm hoạt động 80 nmi (150 km) ở tốc độ 4 kn (7,4 km/h). Con tàu có khả năng lặn sâu đến 230 m (750 ft).
Vũ khí trang bị có năm ống phóng ngư lôi 53,3 cm (21 in), bao gồm bốn ống trước mũi và một ống phía đuôi, và mang theo tổng cộng 14 quả ngư lôi, hoặc tối đa 22 quả thủy lôi TMA, hoặc 33 quả TMB. Tàu ngầm Type VIIC bố trí một hải pháo 8,8 cm SK C/35 cùng một pháo phòng không 2 cm (0,79 in) trên boong tàu. Thủy thủ đoàn bao gồm 4 sĩ quan và 40-56 thủy thủ.

### Chế tạo
U-230 được đặt hàng vào ngày 7 tháng 12, 1940, và được đặt lườn tại xưởng tàu của hãng Friedrich Krupp Germaniawerft tại Kiel vào ngày 25 tháng 11, 1941. Nó được hạ thủy vào ngày 10 tháng 9, 1942, và nhập biên chế cùng Hải quân Đức Quốc Xã vào ngày 24 tháng 10, 1942 dưới quyền chỉ huy của Hạm trưởng, Đại úy Hải quân Paul Siegmann.

## Lịch sử hoạt động

### 1943

#### Chuyến tuần tra thứ nhất
Sau khi chuyển căn cứ hoạt động từ Kiel đến cảng Bergen, Na Uy vào đầu tháng 2, 1943, U-230 xuất phát từ cảng này vào ngày 11 tháng 2 cho chuyến tuần tra đầu tiên trong chiến tranh. Nó băng qua khe GIUK giữa quần đảo Faroe và Iceland để đi đến hoạt động tại vùng biển Bắc Đại Tây Dương về phía Nam Iceland và Greenland, hoạt động cùng bầy sói Burggraf tại khu vực phía Đông Newfoundland, Canada. Thời tiết xấu đã ảnh hưởng rất lớn đến hoạt động của chiếc U-boat.
Hoạt động của bầy sói Burggraf tỏ ra không thành công, nên đội bị giải thể vào ngày 5 tháng 3, và U-230 cùng các U-boat khác tham gia đội Westmark vào ngày 6 tháng 3. Trong ngày hôm đó, tàu ngầm U-405 đã bắt gặp Đoàn tàu SC 121 bao gồm 59 chiếc đang di chuyển chậm sang hướng Đông. U-230 phối hợp cùng tàu ngầm U-591 đánh chìm chiếc tàu buôn Anh Egyptian 2.866 GRT trong đêm hôm đó. Trong ba ngày tiếp theo đội Westmark tiếp tục theo dõi Đoàn tàu SC 121 và đánh chìm tổng cộng tám tàu buôn, nhưng U-230 không ghi thêm được chiến công nào; đội Westmark bị giải thể vào ngày 11 tháng 3. Chiếc tàu ngầm kết thúc chuyến tuần tra và đi đến cảng Brest bên bờ biển Đại Tây Dương của Pháp vào ngày 31 tháng 3.

#### Chuyến tuần tra thứ hai
Xuất phát từ Brest vào ngày 24 tháng 4 cho chuyến tuần tra thứ hai, U-230 thoạt tiên được tàu ngầm U-456 tháp tùng băng qua vịnh Biscay, rồi gia nhập Drossel, một bầy sói bao gồm 12 chiếc U-boat có nhiệm vụ tấn công các đoàn tàu vận tải đang hướng xuống phía Nam hỗ trợ cho lực lượng Đồng Minh tại Bắc Phi. Đội Drossel được trợ giúp bởi các phi vụ trinh sát của máy bay Fw 200 Condor, giúp phát hiện hai đoàn tàu vận tải vào ngày 3 tháng 5. Đợt tấn công của bầy sói đã không đem lại kết quả, khi không đánh trúng mục tiêu nào, mà hai chiếc U-boat lại bị mất do tai nạn va chạm, rồi một tai nạn va chạm thứ hai vài ngày sau đó khiến thêm hai chiếc U-boat bị hư hại.
Đến ngày 6 tháng 5, tàu ngầm U-607 phát hiện Đoàn tàu SL 128 đang từ hướng Tây Phi hướng lên phía Bắc, nên mọi chiếc U-boat còn lại của đội Drossel được huy động để tấn công. Một tàu buôn bị U-89 đánh chìm đêm hôm đó, nhưng U-456 bị hư hại do phản công từ các tàu hộ tống. Bản thân U-230 không đánh chìm được mục tiêu nào, nhưng đã tiếp tục theo dõi Đoàn tàu SL 128 cho đến khi được lệnh kết thúc chiến dịch vào ngày 7 tháng 5.
Phần còn lại của đội Drossel được lệnh di chuyển theo hướng Tây Bắc để trợ giúp cho các bầy sói khác tại Bắc Đại Tây Dương. Đến ngày 9 tháng 5, năm chiếc thuộc đội Drossel đã gia nhập các bầy sói Rhein và Elbe vốn đã bắt gặp Đoàn tàu HX 237. Trong ba ngày tiếp theo, ba tàu buôn bị đánh chìm nhưng có đến ba chiếc U-boat bị tiêu diệt. U-230 tiếp tục không có chiến công nào, nhưng trong khi chịu đựng một cuộc không kích vào ngày 12 tháng 5, nó đã bắn rơi một thủy phi cơ Fairey Swordfish. Sau đó U-230 quay trở về căn cứ, về đến Brest vào ngày 24 tháng 5, là chiếc duy nhất trong số bốn chiếc thuộc đội Drossel hoàn tất chuyến tuần tra.

#### Chuyến tuần tra thứ ba
U-230 khởi hành từ Brest vào ngày 5 tháng 7 cho chuyến tuần tra thứ ba, để cùng với tàu ngầm U-566 tiến hành rải thủy lôi dọc theo vùng bờ Đông Hoa Kỳ. Sau khi đến nơi, U-230 đã rải tám quả thủy lôi TMC tại cửa vịnh Chesapeake trong đêm 26/27 tháng 7, và vài ngày sau đó U-566 cũng rải 12 quả thủy lôi TMB tại khu vực lân cận; tuy nhiên các bãi mìn này đã không gây ra thiệt hại nào cho đối phương.
Vượt Đại Tây Dương trong chặng quay trở về, U-566 đã đánh chìm tàu tuần tra Hoa Kỳ USS Plymouth. Đối phương phản ứng khi tung ra một đợt truy lùng quy mô lớn, nhưng cả hai chiếc tàu ngầm đã thoát được mà không bị phát hiện. Nhằm hỗ trợ cho các tàu ngầm hoạt động tại các khu vực cách xa căn cứ, Hải quân Đức Quốc xã sử dụng những tàu ngầm tiếp tế Type XIV (biệt danh: Milchkühe - bò sữa) để tiếp nhiên liệu và thực phẩm cho các U-boat giữa đại dương. Tuy nhiên một chiến dịch phối hợp của Đồng Minh đã đưa đến việc phá hủy bốn trong số mười chiếc Type XIV trong tháng 7, làm gián đoạn hoạt động của U-boat tại các vùng biển xa.
Vào ngày 24 tháng 7, tàu ngầm tiếp tế U-459 bị tiêu diệt chỉ hai ngày sau khi xuất phát từ cảng Bordeaux. Đến ngày 30 tháng 7, ba chiếc U-boat, trong đó có hai chiếc Type XIV, bị máy bay Không quân Hoàng gia Anh và tàu chiến thuộc Đội Hỗ trợ 2 dưới quyền Đại tá Hải quân Frederic John Walker đánh chìm trong vịnh Biscay. Sang ngày 4 tháng 8, U-489 tiếp tục bị đánh chìm về phía Nam Iceland. Các sự kiện này đã buộc phải chuyển hướng hoạt động của các tàu ngầm tiếp dầu U-117 và U-847 để tiếp nhiên liệu cho các tàu U-boat quay trở về từ Bắc Mỹ.
Vào ngày 7 tháng 8, U-117 bị đánh chìm, khiến U-230 và các tàu U-boat khác gặp khó khăn. Đến ngày 24 tháng 8, tàu ngầm U-847 do Đại úy Herbert Kuppisch chỉ huy đã tiếp nhiên liệu cho nhiều tàu ngầm, bao gồm chiếc U-172. Có thêm sáu chiếc U-boat khác, bao gồm U-230, đã được tiếp nhiên liệu từ tàu ngầm U-847 vào sáng ngày 27 tháng 8, tuy nhiên chỉ vài giờ sau đó U-847 bị máy bay xuất phát từ tàu sân bay hộ tống Hoa Kỳ USS Card đánh chìm.
Tháp tùng chiếc U-634 trong hành trình quay về căn cứ, U-230 đang tiếp cận vịnh Biscay khi họ bắt gặp Đoàn tàu SL 135 đang di chuyển hướng lên phía Bắc. U-634 tìm cách tấn công nhưng bị hai tàu hộ tống của đoàn tàu phát hiện, tấn công và đánh chìm. U-230 thoát được mà không bị phát hiện, và về đến cảng Brest vào ngày 8 tháng 9.

#### Chuyến tuần tra thứ tư
Vào tháng 11, U-230 được điều sang hoạt động tại khu vực Địa Trung Hải, và phối thuộc cùng Chi hạm đội U-boat 29 đặt căn cứ tại cảng Toulon, Pháp. Nó khởi hành từ Brest vào ngày 22 tháng 11, và đến ngày 5 tháng 12 đã băng qua eo biển Gibraltar được Hải quân Anh canh phòng nghiêm ngặt. U-230 đã vượt qua được mà không gặp sự cố nào, và đi đến Toulon vào ngày 16 tháng 12.

### 1944

#### Chuyến tuần tra thứ năm
Vào ngày 19 tháng 1, 1944, U-230 xuất phát từ cảng Toulon cho chuyến tuần tra thứ năm, có nhiệm vụ đánh chặn tàu bè Đồng Minh đang tham gia Chiến dịch Shingle, cuộc đổ bộ lên Anzio, Ý. Chiếc tàu ngầm đã lần lượt đánh chìm được hai tàu đổ bộ LST HMS LST-418 (1.625 tấn) và HMS LST-305 (1.625 tấn) vào các ngày 16 và 20 tháng 2 tương ứng. Nó né tránh được phản công từ đối phương và kết thúc chuyến tuần tra tại cảng La Spezia, Ý vào ngày 24 tháng 2.

#### Chuyến tuần tra thứ sáu
Vào đầu tháng 4, U-230 quay trở lại cảng Toulon trước khi xuất phát từ đây vào ngày 11 tháng 4 cho chuyến tuần tra thứ sáu, và hoạt động tại khu vực biển Tyrrhenum. Tại đây vào ngày 9 tháng 5, chiếc tàu ngầm đã đánh chìm tàu tuần tra Hoa Kỳ PC-558 (335 tấn), vốn đang hộ tống một đoàn tàu vận tải ven biển, và né tránh được phản công của đối phương. Nó kết thúc chuyến tuần tra tại cảng La Spezia vào ngày 21 tháng 5.

#### Chuyến tuần tra thứ bảy
Vào ngày 27 tháng 6 U-230 rời cảng La Spezia để đi sang cảng Toulon, Pháp, đến nơi vào ngày 30 tháng 6. Tại đây Đại úy Paul Siegmann chuyển giao trách nhiệm hạm trưởng U-230 cho Trung úy Heinz-Eugen Eberbach. Các đợt không kích liên tục của lực lượng Đồng Minh xuống trong tháng 7 và đầu tháng 8 và xuống căn cứ tại đảo Salamis, Hy Lạp đã khiến không thể duy trì 11 tàu U-boat còn lại tại khu vực Địa Trung Hải. Năm chiếc đã bị đánh chìm tại Toulon trong cuộc không kích ngày 6 tháng 8, nên ba chiếc còn lại tại đây, bao gồm U-230, được lệnh tự đánh đắm nhằm tránh lọt vào tay đối phương, sau khi phía Đồng Minh bắt đầu Chiến dịch Dragoon từ ngày 15 tháng 8 nhằm đổ bộ lên miền Nam nước Pháp.

#### Chuyến tuần tra thứ tám - Bị mất
Trung úy Eberbach đưa U-230 rời cảng Toulon vào ngày 17 tháng 8 rồi đánh đắm chiếc U-boat bốn ngày sau đó ngoài khơi Toulon tại tọa độ 43°04′B 05°54′Đ / 43,067°B 5,9°Đ. 
Thủy thủ đoàn đã tìm cách chiếm một tàu đánh cá, thoạt tiên tìm cách đi sang Ý, nhưng sau đó quyết định hướng sang Tây Ban Nha. Nó bị tàu khu trục Hoa Kỳ Ericsson phát hiện qua radar vào ngày 27 tháng 8 nên chặn lại để khám xét. Toàn bộ thủy thủ đoàn của U-230 bị bắt làm tù binh chiến tranh.

### "Bầy sói" tham gia
U-230 từng tham gia ba bầy sói:
- Burggraf (24 tháng 2 - 5 tháng 3, 1943)
- Westmark (6 - 11 tháng 3, 1943)
- Drossel (29 tháng 4 - 15 tháng 5, 1943)

### Tóm tắt chiến công
U-230 đã đánh chìm được một tàu buôn tải trọng 2.866 GRT và ba tàu chiến với tổng tải trọng 3.585 tấn:
| Ngày             | Tên tàu     | Quốc tịch              | Tải trọng | Số phận      |
| ---------------- | ----------- | ---------------------- | --------- | ------------ |
| 7 tháng 3, 1943  | Egyptian    | United Kingdom         | 2.868     | Bị đánh chìm |
| 16 tháng 2, 1944 | HMS LST-418 | Hải quân Hoàng gia Anh | 1.625     | Bị đánh chìm |
| 20 tháng 2, 1944 | HMS LST-305 | Hải quân Hoàng gia Anh | 1.625     | Bị đánh chìm |
| 9 tháng 5, 1944  | USS PC-558  | Hải quân Hoa Kỳ        | 335       | Bị đánh chìm |